# Taufkirchen (powiat Mühldorf am Inn)
Taufkirchen – gmina w Niemczech, w kraju związkowym Bawaria, w rejencji Górna Bawaria, w regionie Südostoberbayern, w powiecie Mühldorf am Inn, wchodzi w skład wspólnoty administracyjnej Kraiburg am Inn. Leży około 10 km na południe od Mühldorf am Inn.

## Demografia
Dane o ludności z 31 grudnia 2008:
| Opis                                | Ogółem | Ogółem | Kobiety | Kobiety | Mężczyźni | Mężczyźni |
| ----------------------------------- | ------ | ------ | ------- | ------- | --------- | --------- |
| Jednostka                           | osób   | %      | osób    | %       | osób      | %         |
| Populacja                           | 1334   | 100    | 639     | 47,9    | 695       | 52,1      |
| Wiek przedprodukcyjny (0–17 lat)    | 261    | 19,57  | 129     | 9,67    | 132       | 9,9       |
| Wiek produkcyjny (18–65 lat)        | 827    | 61,99  | 376     | 28,19   | 451       | 33,81     |
| Wiek poprodukcyjny (powyżej 65 lat) | 246    | 18,44  | 134     | 10,04   | 112       | 8,4       |

## Polityka
Wójtem gminy jest Jakob Bichlmaier z FW, rada gminy składa się z 12 osób.
|      | FW | UWG | Razem |
| 2008 | 7  | 5   | 12    |
| 2002 | 7  | 5   | 12    |